# Dietrich von Hardenberg
Dietrich von Hardenberg (* 1465; † 1526) war als Dietrich IV. Bischof des Bistums Brandenburg von 1521 bis 1526.

## Leben und Wirken
Dietrich IV. war der älteste Sohn von Dietrich II. und Margarete von Saldern aus der lindauischen Linie der Adelsfamilie von Hardenberg.
Ab 1488 war er als Student in Erfurt. Am 14. November 1505 stellte er einen Lehnbrief für Joh. Stekelen aus.  Ab 31. Januar 1512 war er als Domherr von Halberstadt im Dienst für den brandenburgischen Kurfürsten Joachim I. in verschiedenen diplomatischen Missionen unterwegs. Er wurde am 12. März 1513 Zeuge bei einem Vergleich zwischen dem Herzog Heinrich I. von Braunschweig und Lüneburg mit dem Grafen Johann von Holstein-Schaumburg. Am 23. April 1517 wurde Kurfürst Joachim I. von einem brandenburgischen Diplomaten von Matzan aufgefordert, Dietrich von Hardenberg als Gesandten nach Frankreich zu schicken. Neben der Tätigkeit für den Kurfürsten war er auch auf verschiedenen Missionen für den Hildesheimer Bischof Johannes IV. unterwegs. Am 5. Dezember 1518 belehnte ihn Bischof Johannes IV. dafür mit verschiedenen Gütern. Im Frühling 1519 war Dietrich von Hardenberg zweimal als Gesandter im Dienst von Kurfürst Joachim I. in Köln, dort sollte er die politische Haltung von Erzbischof Hermann V. sondieren und ihn für die Kaiserwahl des Königs Franz I. gewinnen. Ende 1520 ging er zusammen mit dem Propst von Besskow, Andreas Huth, in diplomatischer Mission an den französischen Hof. Am 4. April 1521 traf er aus Paris in Worms ein. 
Am 12. April 1521 wurde der brandenburgische Bischof Hieronymus Schulz neuer Bischof von Havelberg, und Dietrich von Hardenberg erhielt für seine Dienste für Kurfürst Joachim I. das Bistum von Brandenburg. Am 17. Mai 1521 übertrug Papst Leo X. die Bischofswürde an Dietrich von Hardenberg. Als Bischof zeigte er sich als eifriger Katholik und Feind der Reformation, die jedoch gerade unter seinem Episkopat infolge unvorsichtiger Maßnahmen besonders in den außerhalb des kurmärkischen Territoriums gelegenen Teilen der brandenburgischen Diözese stark an Boden gewann. Es wird vermutet, dass er am 13. Mai 1526 verstarb. Er wurde im Brandenburger Dom beigesetzt.

## Bischof namens Dietrich
- Dietrich (Brandenburg) wird in der Germania-sacra nur als Dietrich genannt. Er gewann zwar die Wahl zum Bischof von Brandenburg, erhielt aber nicht die päpstliche Zustimmung, von manchen Forschern wird er trotzdem Dietrich I. genannt
- Dietrich von Kothe wird in der Germania-sacra als Dietrich I. genannt, wird von manchen Forschern aber Dietrich II. genannt
- Dietrich von der Schulenburg wird in der Germania-sacra als Dietrich II. genannt, wird von manchen Forschern aber Dietrich III. genannt
- Dietrich von Stechow wird in der Germania-sacra als Dietrich III. genannt, wird von manchen Forschern aber Dietrich IV. genannt
- Dietrich von Hardenberg wird in der Germania-sacra als Dietrich IV. genannt, wird von manchen Forschern aber Dietrich V. genannt[1]